# روشل هیومز
روشل هیومز (به انگلیسی: Rochelle Humes) (زاده ۲۱ مارس ۱۹۸۹) خوانندهٔ انگلیسی است.
او عضو گروه د ستردیز است.